# 177120 Ocampo Uría
177120 Ocampo Uría è un asteroide della fascia principale. Scoperto nel 2003, presenta un'orbita caratterizzata da un semiasse maggiore pari a 3,0210430 au e da un'eccentricità di 0,0176309, inclinata di 1,78637° rispetto all'eclittica.
L'asteroide era stato inizialmente battezzato 177120 Ocampo per poi essere corretto nella denominazione attuale.
L'asteroide è dedicato a Adriana Ocampo Uría, responsabile della missione New Horizons.